# Kota Lama
Kota Lama ist ein Distrikt (Kecamatan) in der indonesischen Stadt Kupang (Provinz Ost-Nusa-Tenggara).

## Geographie
Kota Lama liegt in der Stadt Kupang am Südufer der Bucht von Kupang. Südlich befinden sich die Distrikte Kota Raja und Maulafa, östlich der Distrikt Kelapa Lima und westlich der Distrikt Alak. Kota Lama hat eine Fläche von 3,22 km² und steigt vom Meeresufer bis auf eine Höhe von 30 m über dem Meeresspiegel. Der Distrikt unterteilt sich in zehn Kelurahan (deutsch Dörfer): Im Nordosten liegen Pasir Panjang und Nefonaek, im Westen Air Mata, Bonipoi und Solor und im Zentrum Tode Kisar, Merdeka, Fatubesi, Oeba und Lahi Lai Bissi Kopan (LLBK). Bonipoi ist von ihnen der kleinste mit 0,09 km², während Pasir Panjang I 0,88 km² hat. In der Flächengröße folgen dann Oeba mit 0,60 km², Nefonaek mit 0,34 km², Air Mata mit 0,31 km², Merdeka mit 0,25 km², Fatubesi mit 0,24 km², LLBK mit 0,20 km², Tode Kisar mit 0,17 km² und Solor mit 0,14 km².
Das Klima ist tropisch. Es werden Temperaturen bis zu 35 °C erreicht. Die jährliche Niederschlagsmenge beträgt 960 mm. Am meisten Regen fällt in Dezember und Januar.

## Einwohner
2016 lebten in Kota Lama 34.238 Menschen (17.236 Männer und 17.002 Frauen). Damit beträgt die Bevölkerungsdichte 10.632,92 Einwohner pro Quadratkilometer. 2010 waren es 30.196  Einwohner. Sie wohnen in 8.911 Haushalten, die sich auf 140 Nachbarschaften (Tetangga) verteilen.
In Kota Lama gibt es drei katholische Kirchen (darunter die Katedral Kristus Raja), zehn protestantische Kirchen, sechs Moscheen, einen buddhistischen Tempel und den hinduistischen Tempel Pura Oebanantha Kupang.

## Wirtschaft
Auf 364 Hektar wird Nassreis und auf 29 Hektar Trockenreis angepflanzt. Daneben gibt es Mais (427 Hektar), Erdnüsse (113 Hektar), Maniok (156 Hektar), Süßkartoffeln und Erbsen. Als Obst finden sich Anbauflächen von Mangos, Bananen, Papayas, Avocados, Sternfrüchte, Guaven, Äpfel und Stachelannonen (Sirsak). Auch Kokos- und Palmyrapalmen finden sich. Als Nutztiere werden Hühner, Ziegen und Schweine gehalten.

## Öffentliche Einrichtungen
In Kota Lama gibt es drei Polizeistationen, 19 Grundschulen, fünf Junior High Schools, eine Senior High School, zwei Berufsfachschulen und die Universitas Katholik Widya Mandira. Um die Gesundheitsversorgung kümmern sich zwei Krankenhäuser, zwei Gesundheitszentren und drei dörfliche Gesundheitszentren.